# Ukrainische Fußballnationalmannschaft (U-20-Männer)
Die ukrainische U20-Fußballnationalmannschaft ist eine Auswahlmannschaft ukrainischer Fußballspieler. Sie unterliegt dem Federazija Futbolu Ukrajiny und repräsentiert ihn international auf U20-Ebene, etwa in Freundschaftsspielen gegen die Auswahlmannschaften anderer nationaler Verbände oder bei der U20-Weltmeisterschaft.
Die Mannschaft nahm bislang an vier WM-Endrunden teil. 2019 wurde sie Weltmeister.

## Teilnahme an U20-Fußballweltmeisterschaften
| 1977 | nicht teilgenommen |
| 1979 | nicht teilgenommen |
| 1981 | nicht teilgenommen |
| 1983 | nicht teilgenommen |
| 1985 | nicht teilgenommen |
| 1987 | nicht teilgenommen |
| 1989 | nicht teilgenommen |
| 1991 | nicht teilgenommen |
| 1993 | nicht teilgenommen |
| 1995 | nicht qualifiziert |
| 1997 | nicht qualifiziert |
| 1999 | nicht qualifiziert |
| 2001 | Achtelfinale       |
| 2003 | nicht qualifiziert |
| 2005 | Achtelfinale       |
| 2007 | nicht qualifiziert |
| 2009 | nicht qualifiziert |
| 2011 | nicht qualifiziert |
| 2013 | nicht qualifiziert |
| 2015 | Achtelfinale       |
| 2017 | nicht qualifiziert |
| 2019 | Weltmeister        |